# Brodnica

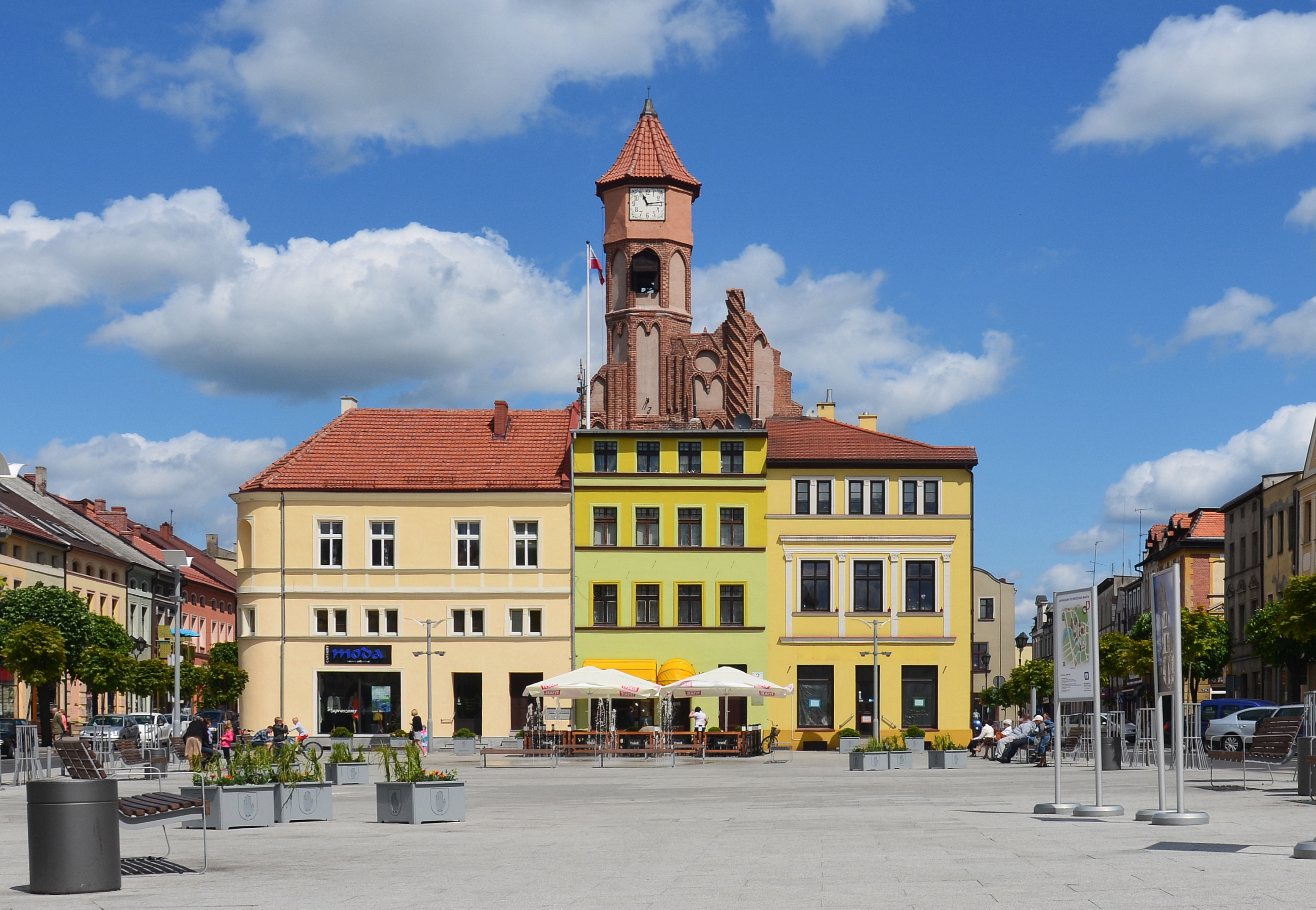
Brodnica

Brodnica là một thị trấn thuộc huyện Brodnicki, tỉnh Kujawsko-Pomorskie ở trung-bắc Ba Lan. Thị trấn có diện tích 23 km². Đến ngày 1 tháng 1 năm 2011, dân số của thị trấn là 27731 người và mật độ 1198 người/km².